# Галичницкая свадьба

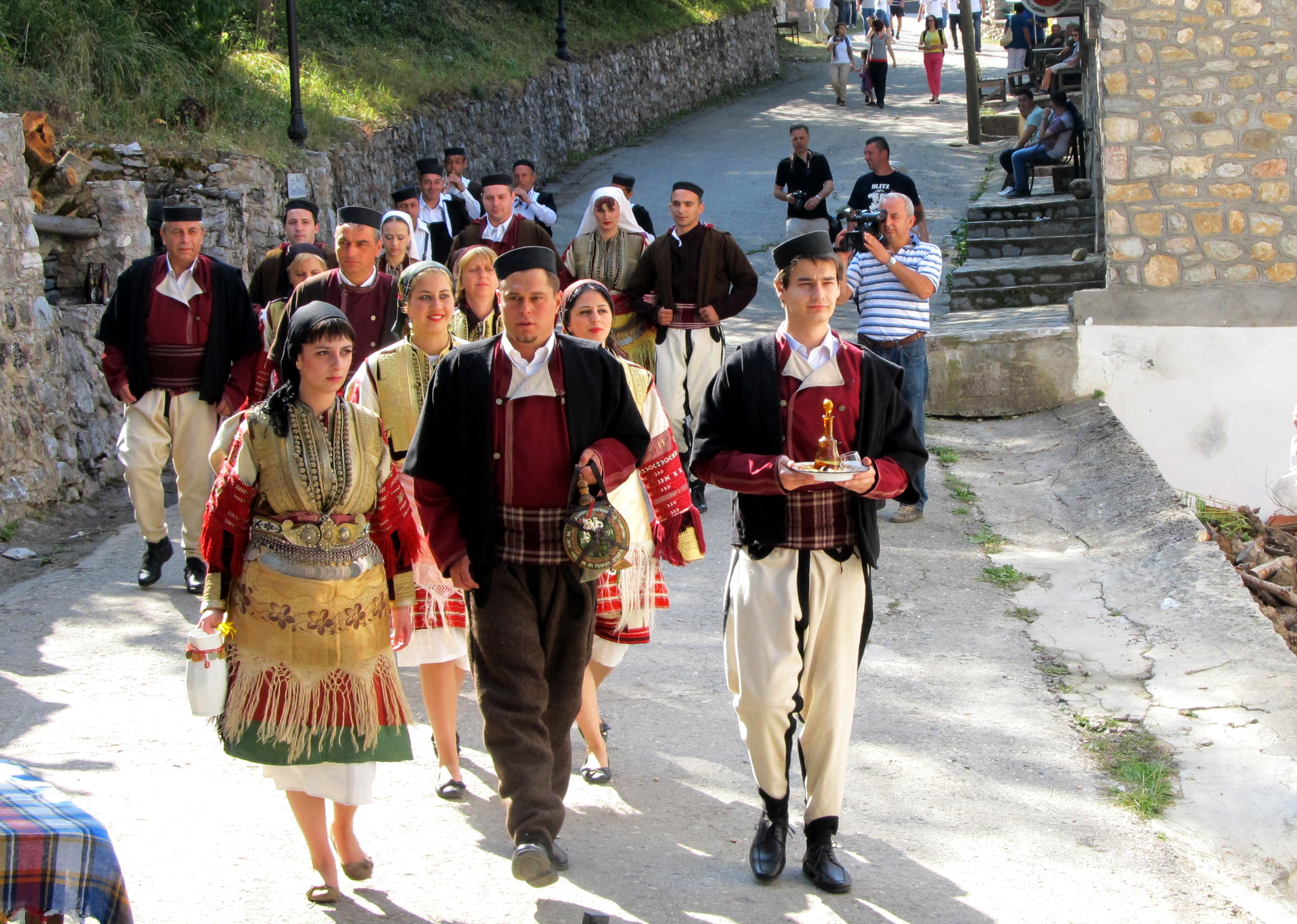
Приглашение умерших предков на свадьбу (поход на кладбище)

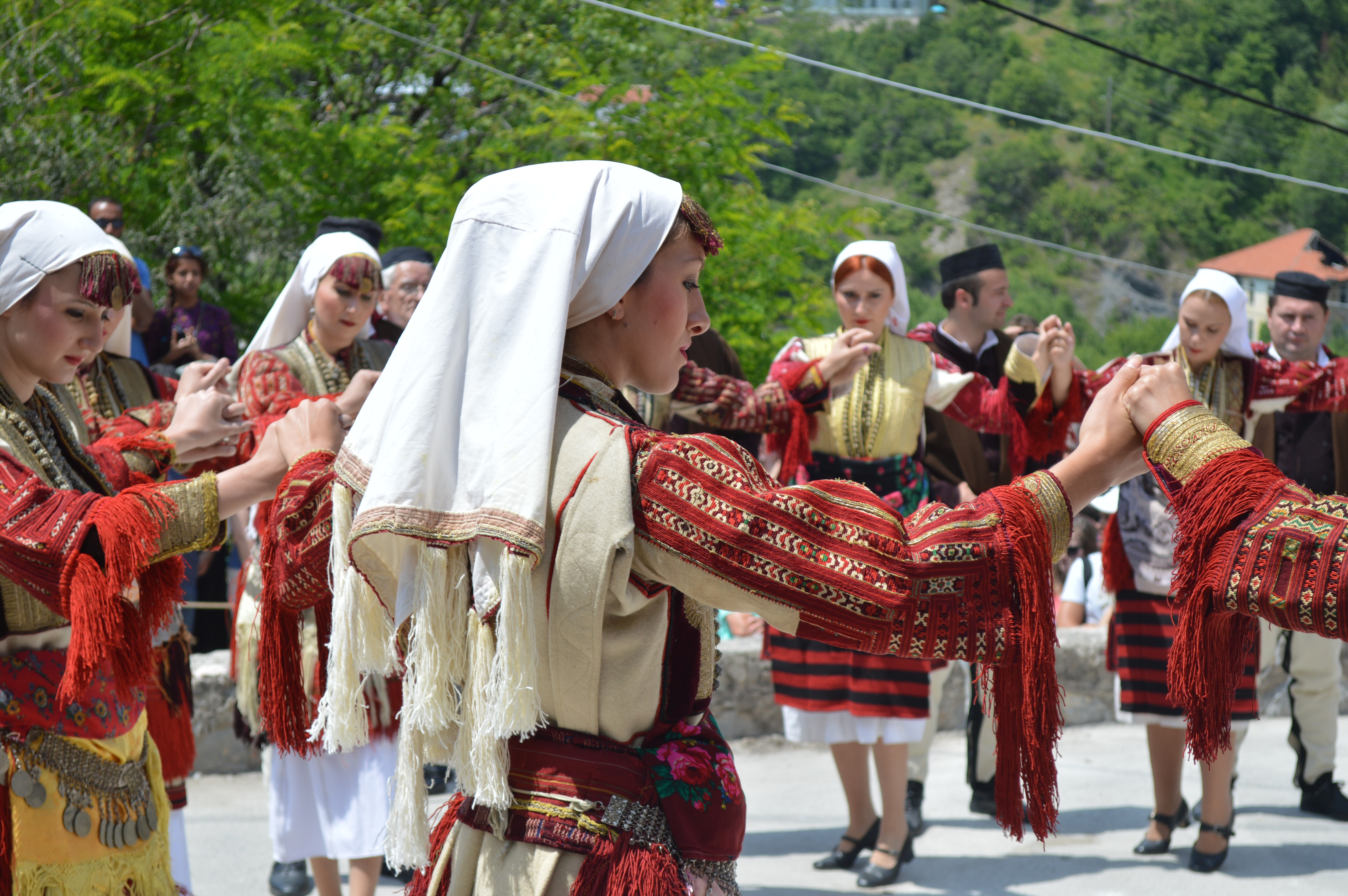
Традиционный танец хора

Галичницкая свадьба (макед. Галичка свадба) — народный македонский обычай села Галичник (община Маврово и Ростуша) справлять свадьбу в Петров день. В XXI веке обычай является туристической достопримечательностью села, находится под защитой ЮНЕСКО.
Главными участниками действа являются 20 молодых пар, которые женятся (их отбирают на конкурсной основе). Хотя бы один участник свадеб должен быть родом из Галичника. Все родные молодожёнов во время празднования надевают традиционные костюмы.
Во время свадьбы совершается более 30 древних обрядов, среди которых «свршувачка» или «вршачка» (помолвка), «китење на куќата» (украшение дома цветами), «ставање бајрак» (установка знамени), «замесување погача» (замешивание обрядового хлеба), «канењето на мртвите» (приглашение умерших предков), «бричење на зетот» (бритьё жениха), «строј по невестата» (смотрины невесты), «чекањето на тапаните» (ожидание музыкантов, играющих на барабанах и зурнах), «свекрвино оро» (танец свекрови), «носењето на невестата на вода» (несение невесты к воде), «гледање низ прстен» (гляденье на жениха через перстень, когда жених приходит в дом к невесте).
Завершает официальную церемонию венчание молодых в церкви. К своему новому дому молодая приезжает на коне и кланяется порогу и очагу (камину). После чего начинаются громкие и весёлые гуляния, песни, танцы (жених танцует тешкото) и угощения. Каждый обряд сопровождается большим количеством песен и танцев. Предсвадебные обряды начинаются накануне, а сама свадьба длится два дня.